# Люсайни
Люсайни (пол. Lusajny, нім. Luzeinen) — село в Польщі, у гміні Лукта Острудського повіту Вармінсько-Мазурського воєводства.